# Девід Райх
Девід Райх  (англ. David Emil Reich)  — американський генетик, займається популяційною та медичною генетикою, а також геномікою. Доктор філософії, професор Гарвардської медичної школи, з 2013 року є дослідником Медичного інституту Говарда Хьюза, старший член-асоціат Broad Institute.

## Біографія
Девід Райх народився 14 липня 1974 в США. Виріс у Вашингтоні, округ Колумбія. Син відомого дослідника Голокосту, професора Університету Джорджа Вашингтона Уолтера Райха та письменниці-романістки Тови Райх (сестри рабина Аві Вейса), а його брат Даніель — учений-медик. Закінчив Гарвард (бакалавр фізики), потім вивчав біохімію в Оксфорді (диплом не отримав, оскільки виш не закінчив), після чого перемикнувся на генетику та археогенетику. Захистив звання доктора наук на тему медичної генетики. Ступінь доктора філософії отримав у 1999 році за наукові дослідження під керівництвом Девіда Гольдштейна.
Девід Райх приєднався до Гарвардської медичної школи (HMS) у Бостоні, штат Массачусетс, у 2003 році.
У 2006 році спільно з близьким колегою Ніком Петерсоном був залучений відомим шведським вченим Сванте Паабо до розшифровки генома неандертальця (Паабо вразила їх стаття в «Nature» про поділ еволюційних ліній людини та шимпанзе, і він вирішив, що їх досвід може стати в пригоді під час знаходження відповідей щодо схрещування сучасних людей і неандертальців).
У 2009 році Райх займався вивченням індійського населення Індійського субконтиненту. Зокрема, виявив початкові дві групи населення, одну північну, іншу південну, які змішались між собою у проміжку між 1900 та 4200 років тому. Згодом все індійське населення перетворилося на ендогамію в межах закритих громад.
З 2010 року Рейх працює над повним секвенуванням ДНК людини, вивчає викопне ДНК неандертальців та Денисівської людини. Він дослідив, що були щонайменше два види Homo sapiens, які змішались між собою десь між 40 та 100 тисяч років тому.
У 2013 році, за сприяння  Сванте Паабо, Райх запустив власну лабораторію в Гарварді. На середину 2018 року в ній було вилучено ДНК із залишків більш як 900 стародавніх людей. Окрім цього, дослідницький центр займається вивченням генетики роду слонових.
Наразі Райх є генетиком, професором Гарвардської медичної школи, спеціалістом з порівняльних досліджень людського геному, шимпанзе та доісторичних людей. Його генетичні дослідження здебільшого зосереджені на пошуку складних генетичних моделей, які викликають схильність до поширених захворювань серед великих популяцій.
В Україні відомий завдяки книзі «Хто ми такі? Походження людини крізь призму ДНК», яку переклало та опублікувало видавництво «Наш Формат» у 2019 році.

## Нагороди та відзнаки
2010 — Newcomb Cleveland Prize (AAAS)
2015 — Nature's 10
2017- Премія Дена Девіда
2019 — NAS Award in Molecular Biology; Премія Wiley Foundation.

## Переклад українською
- Девід Райх. Хто ми такі? Походження людини крізь призму ДНК / пер. Анна Марховська. — К.: Наш Формат, 2019. — 368 с. — ISBN 978-617-768-274-4.